# Autostrada A11/A12 (Włochy)
Autostrada A11/A12 - łącznik autostradowy w nadmorskim rejonie Toskanii. Arteria łączy autostradę A11  z Autostradą A12. Dzięki systemowi tras  łącznik skraca drogę z południowej Francji, a także z Ligurii do centrum Toskanii oraz nad wybrzeże Morza Adriatyckiego.